# Damián Bodenhöfer
Damián Bodenhöfer Holzapfel (né en 1984 à Santiago du Chili) est un mannequin et acteur chilien.

## Télévision

### Telenovelas
| Telenovelas | Telenovelas | Telenovelas                         | Telenovelas |
| Année       | Telenovela  | Personnage                          | Chaîne      |
| ----------- | ----------- | ----------------------------------- | ----------- |
| 1994        | Rojo y miel | Rodrigo Carvajal (enfant)           | TVN         |
| 2011        | Vampiras    | Rafael de la Cruz / Natlian Romanov | Chilevisión |
| 2012        | Gordis      | Lewis Cacerola                      | Chilevisión |

### Émissions
| Émissions de télévision | Émissions de télévision | Émissions de télévision       | Émissions de télévision |
| Année                   | Émission                | Rôle                          | Chaîne                  |
| ----------------------- | ----------------------- | ----------------------------- | ----------------------- |
| 2009                    | Calle 7                 | Participant                   | TVN                     |
| 2011                    | Elígeme                 | Participant                   | Mega                    |
| 2012                    | No eres tú, soy yo      | Lui-même (Invité)             | Zona Latina             |
| 2013                    | Mundos opuestos 2       | Participant (10e éliminé)     | Canal 13                |
| 2013                    | Mujeres Primero         | Liu-même (Invité, 2 épisodes) | La Red                  |
| 2013                    | ¡Salta si puedes!       | Participant                   | Chilevisión             |